# Danané
Danané – miasto w zachodniej części Wybrzeża Kości Słoniowej, w dystrykcie Montagnes; według spisu ludności w 2014 roku liczyło 60 645 mieszkańców.